# Coppa Volpi per la miglior attrice non protagonista
La Coppa Volpi per la miglior attrice non protagonista è stato un premio della Mostra internazionale d'arte cinematografica di Venezia che veniva assegnata in ogni edizione alla migliore attrice in un ruolo secondario.
La sua assegnazione è stata sospesa nel 1995, dopo tre sole edizioni.

## Albo d'oro
- 1993:  Anna Bonaiuto - Dove siete? Io sono qui
- 1994:  Vanessa Redgrave - Little Odessa
- 1995:  Isabella Ferrari - Romanzo di un giovane povero